# Frêne de Magerotte
Le frêne de Magerotte est un frêne classé situé dans le hameau de Magerotte faisant partie de la commune de Sainte-Ode en province de Luxembourg (Belgique).

## Localisation
Cet arbre remarquable est situé dans le hameau ardennais de Magerotte, derrière la maison sise au no 33, au début et en bordure de la route du Vieux Frêne menant à Gérimont.

## Description du site
Ce frêne élevé ou frêne commun (fraxinus exselsior) mesure 24 mètres de hauteur et affiche une circonférence de 494 cm selon un relevé opéré en 2010. L'arbre possède un tronc droit, recouvert d’une écorce lisse et grisâtre se crevassant avec l’âge

## Classement
Le frêne est repris sur la liste du patrimoine immobilier classé de Sainte-Ode depuis le 20 août 1993. Il s'agit de l'unique bien classé de cette commune ardennaise.

### Source et lien externe
- Le frêne de Magerotte - Portrait d'arbre sur Youtube.com